# Toneeltoren

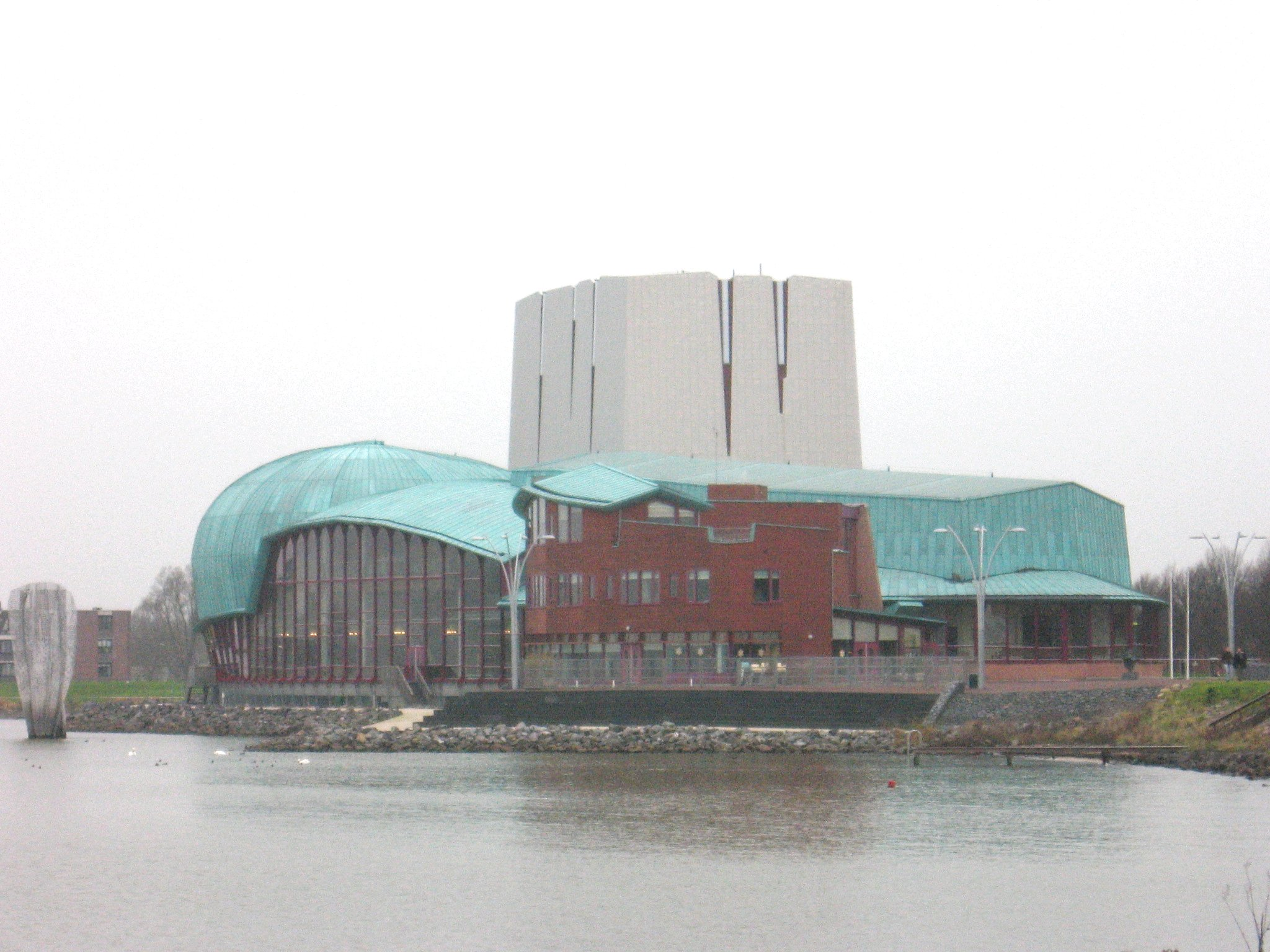
Toneeltoren van Schouwburg Het Park

Een toneeltoren is een onderdeel van een theater dat wordt gebruikt om decorstukken op te hangen en dient als locatie van verschillende technische benodigdheden. Toneeltorens komen veelal voor in lijsttheaters.

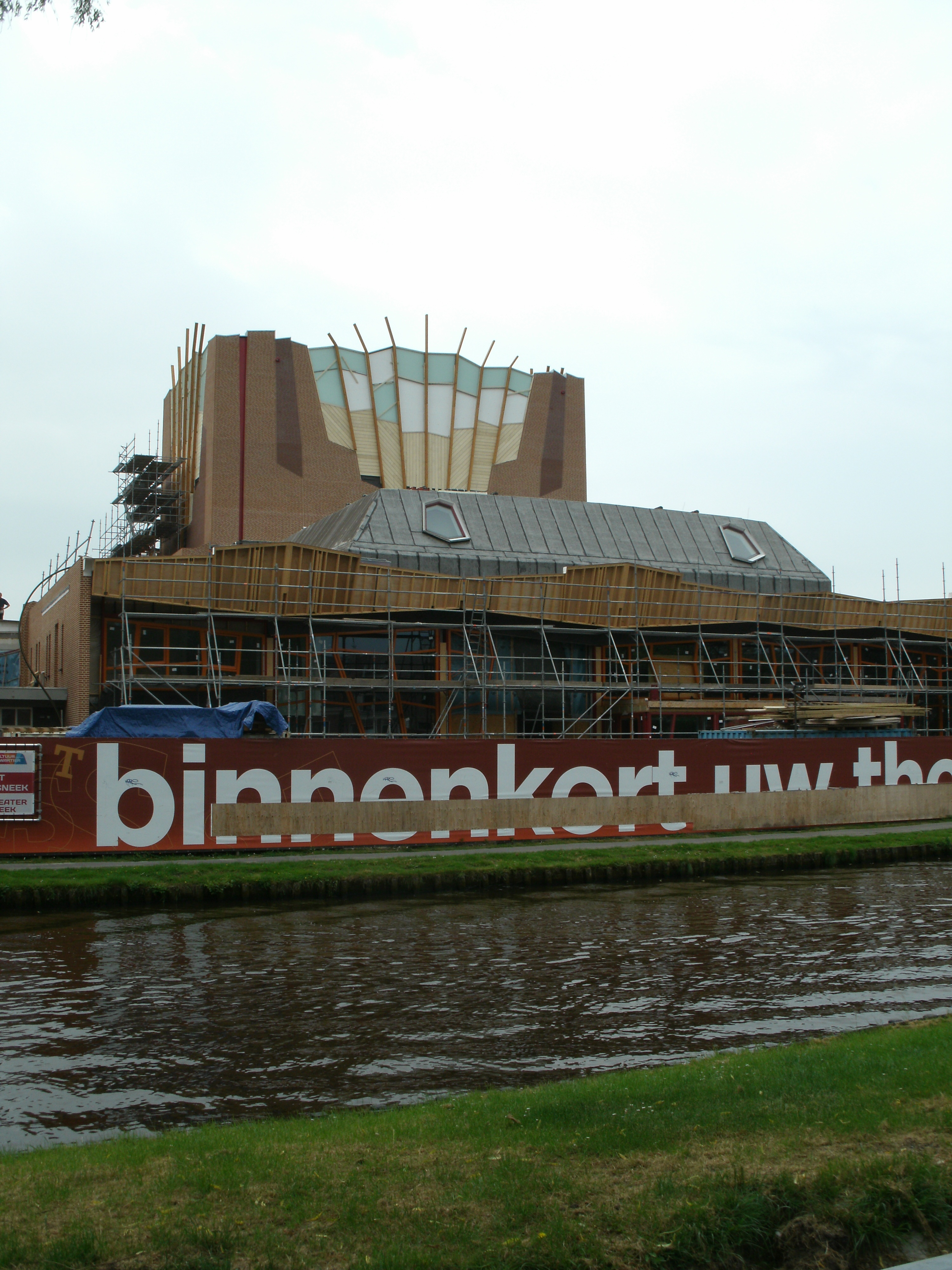
Toneeltoren van Theater Sneek

De toneeltoren is onderdeel van het toneelhuis. Een toneeltoren is vaak twee keer zo hoog als de maximale opening van de toneelopening. Deze grote hoogte is van belang om decorstukken, spotlights en doeken zo hoog te kunnen hijsen dat deze niet meer in het zicht hangen. Hiertoe wordt hijsmechanisme gebruikt. Ook bevinden zich in de toren zogenaamde rondgangen, die de technici de mogelijkheid geven om de techniek gemakkelijk af te kunnen stellen.
Om te voorkomen dat het aanwezige publiek aan de zijkanten in de toneeltoren kan kijken, wordt gebruikgemaakt van afstopping. Dit zijn nachtblauwe of zwarte doeken die het zicht blokkeren. Daarnaast bevinden zich boven het toneel zogenaamde friezen, lange smalle doeken, die het zicht naar boven blokkeren. Om doorkijk naar achter tegen te gaan hangt hier een fond.
De ruimte boven de friezen wordt de kap genoemd. In de toren bevinden zich verschillende trekken (staalkabels of touwen waaraan decors of doeken kunnen worden gehangen). Alle trekken lopen boven in de toren via katrollen, deze ruimte van de toren heet de rollenzolder. Deze kabels komen bij elkaar op een centraal punt, waardoor deze zijde van de toren de trekzijde wordt genoemd.

## Opvallende toneeltorens
- Toneeltoren van de Bonbonnière in Maastricht; de barokke westfaçade van de voormalige Jezuïetenkerk werd eenvoudigweg hoger opgetrokken
- Toneeltoren van Schouwburg Het Park; stortte in 2001 tijdens de bouw in
- Toneeltoren van Theater Sneek; kent een lichtbaken dat per genre van kleur verandert
- Toneeltoren van het Atlas Theater in Emmen; heeft een golvend met gras begroeid dak